# ناوشکن کلاس ایندومیتو
دیسترویر کلاس ایندومیتو (به انگلیسی: Indomito-class destroyer) یک کلاس از کشتی است که طول آن ۲۳۷ فوت ۱۱ اینچ (۷۲٫۵۲ متر) می‌باشد.